# Claire Clairmont
Clara Mary Jane Clairmont (27 de abril de 1798 – 19 de marzo de 1879), o Claire Clairmont, como fue principalmente reconocida, fue una poetisa y escritora inglesa, hermanastra de la escritora Mary Shelley y la madre de la hija de Lord Byron, Allegra.

## Primeros años
Era una de los dos hijos de Mary Jane Vial Clairmont. Históricamente es desconocido quién es su padre, pero ha sido identificado como «Charles Clairmont» por su madre. Se sospecha que los padres de Clairmont nunca estuvieron casados y que su madre adoptó el apellido Clairmont para esconder el hecho de que sus hijos, Clairmont y su hermano Charles, eran ilegítimos.
En diciembre de 1801, Mary Jane Clairmont contrajo matrimonio con William Godwin. Godwin tenía una hija, Mary, ocho meses mayor que Claire, y una hijastra, Fanny Imlay. Las niñas crecerían siendo amigas y manteniéndose en contacto la una con la otra a lo largo de sus vidas. Clairmont, como Mary Shelley, estaba influenciada por las creencias radicales anarquistas filosóficas de Godwin. Su madre, Mary Jane Vial Clairmont, había sido educada de una manera refinada y había coescrito versiones para niños de la Biblia y de historias clásicas junto con Godwin. Godwin alentó a todos sus hijos a leer y les dio los medios apenas pudieron leer. Mary Jane Godwin era una mujer fuerte que a menudo peleaba con Godwin y favorecía a sus propios hijos sobre las hijas de William. Envió a Clairmont a un internado durante un tiempo, para proveer a una inestable y emocionalmente intensa Clairmont de una educación más formal que las de sus hermanastras. Clairmont, a diferencia de Mary Shelley, podía hablar perfectamente francés cuando era adolescente, y luego se supo que podía hablar cinco idiomas.

## Byron

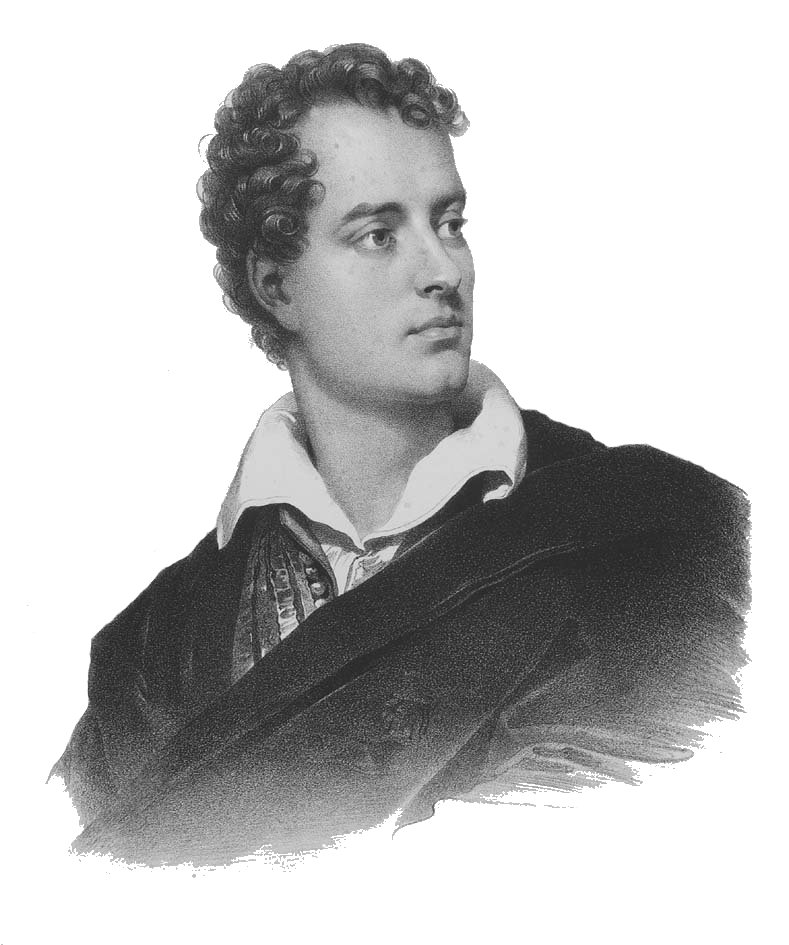
Lord Byron.

A los dieciséis años, Clairmont era una muchacha animada con una gran voz que le permitía cantar y con hambre de fama. Su hogar se había vuelto muy tenso, ya que su padrastro William Godwin estaba cubierto de deudas y la relación de su madre con Mary Shelley era muy tirante. Clairmont ocultaba los encuentros clandestinos de su hermana con Percy Bysshe Shelley, quien creía en el amor libre y había dejado a su esposa y a sus dos pequeños hijos para estar con Mary. Cuando esta huyó con él en julio de 1814, Clairmont los acompañó. La madre de Clairmont, Mary Jane Godwin, persiguió al grupo hacia una posada en Calais, pero no logró que su hija regresase con ella. Godwin necesitó de la ayuda financiera que la aristocrática familia de Shelley pudo proveerle. Clairmont se unió al hogar de Mary y Percy Shelley y los acompañó por sus viajes por Europa. Los tres jóvenes vivieron en países azotados por la guerra, como Francia y Suiza, en donde Mary Shelley más tarde describió que vivía como en una novela romántica, aunque todo el tiempo escribiendo, leyendo y discutiendo el proceso creativo. Durante el viaje, Clairmont leyó obras de Rousseau, Shakespeare, y los libros de Mary Wollstonecraft. Clairmont escribió en su diario «¿Qué puede hacer la pobre Cordelia? - Amar y callarlo», mientras leía El rey Lear. «Oh, es verdad – El amor verdadero nunca se muestra de una manera clara – se mantiene secreto». Según escribió Mary Shelley en su diario, las emociones de Clairmont estaban tan influenciadas por las de Cordelia que «incluso actuaba como ella». Clairmont, quien estaba rodeada de poetas y escritores, también decidió dedicarse al ámbito literario. Durante el verano de 1814, comenzó una historia titulada «The Idiot», la cual desde entonces ha estado perdida. Durante 1817 y 1818, escribió un libro en el cual Percy Bysshe Shelley trataba, sin éxito, que publicasen sus obras. Pero a pesar de que Claire carecía del talento literario de su hermanastra y su marido, siempre estaba en el centro de la escena. Fue durante este período que cambió su nombre de «Jane» a inicialmente «Clara» y luego a «Claire» porque le pareció más romántico. 
Todos los intentos románticos que Clairmont pudo haber tenido con Shelley se vieron inicialmente frustrados, pero presentó a los Shelley con Lord Byron, con quien tuvo un romance antes de que él dejase Inglaterra en 1816 para irse a vivir al extranjero. Clairmont tenía la esperanza de convertirse en una escritora o una actriz y le escribió a Byron pidiéndole su «consejo profesional» en marzo de 1816, cuando tenía casi dieciocho años. Byron era director en el Teatro Drury Lane. Clairmont más tarde continuó sus cartas con visitas, en ocasiones acompañada de su hermanastra Mary Shelley, a quien Byron también parecía encontrar atractiva. Clairmont le escribió a Byron «¿Sabes que no puedo hablarte cuando te veo? Me siento tan avergonzada y sólo tengo el impulso de tomar un banco y sentarme a tus pies». Ella lo «bombardeaba con comunicados románticos diarios» diciéndole que él solo debería aceptar «aquello que ha sido por siempre el deseo apasionado de mi corazón». Claire organizó un encuentro entre ambos en una posada en el campo. Byron, deprimido tras el fin de su relación con Anna Isabella Noel Byron y en medio de un escándalo por su relación con su media hermana Augusta Leigh, le dejó muy claro a Clairmont antes de irse que ella no sería parte de su vida. Clairmont, por el contrario, estaba segura de que Byron cambiaría de opinión. Convenció a Mary Shelley y a su esposo, Percy Bysshe Shelley, que siguiesen a Byron a Suiza, en donde lo encontraron y conocieron a John William Polidori (el médico personal de Byron) en la Villa Diodati cercana al Lago Ginebra. Es desconocido si Clairmont sabía que estaba embarazada de un hijo de Byron al comienzo del viaje, pero pronto comenzó a notarse tanto para sus compañeros de viaje como para Byron, luego de la llegada a su villa. Al principio, éste mantuvo su rechazo a la compañía de Clairmont y solo le permitió estar en su presencia en compañía de los Shelley; más tarde, reiniciaron su relación en forma estrictamente sexual por un tiempo en Suiza. Clairmont y Mary Shelley también hicieron copias de la obra en progreso de Byron, Childe Harold's Pilgrimage, la cual aún estaba escribiendo.
Clairmont era la única amante, además de Caroline Lamb, a quien Byron se refirió como «un poco demoníaca». Confesando el romance en una carta a su media hermana Augusta Leigh, Byron escribió:

¿Qué puedo hacer? Es una niña ingenua... Cualquier cosa que le diga volverá a buscarme, o incluso llegará a mis destinos antes que yo y la encontraré allí. No puedo exactamente jugar al estoicismo con una mujer que ha viajado por cientos de millas para despojarme de mi filosofía.

Clairmont diría más tarde que su relación con Byron le había otorgado pocos minutos de placer, y una vida entera de problemas.

## Nacimiento
El grupo dejó a Byron en Suiza al final del verano y regresó a Inglaterra. Clairmont se mudó a Bath y en enero de 1817 dio a luz a una niña, Alba, cuyo nombre sería finalmente cambiado a Allegra. A lo largo del embarazo, Clairmont le había escrito una serie de cartas a Byron, rogándole su atención y que le prometiese cuidarlas a ella y al bebé, a veces burlándose de sus compañeros, recordándole lo bien que lo habían pasado juntos, y a veces amenazando con suicidarse. Byron, quien para ese entonces la odiaba, ignoró las cartas. Al año siguiente, Clairmont y los Shelley abandonaron Inglaterra y viajaron una vez más hacia la residencia de Byron, por ese entonces ubicada en Italia. Clairmont sintió que Byron podría cuidar a su hija mejor de lo que podría haberlo hecho ella y, por lo tanto, derivó a Allegra a su cargo.
Luego de su llegada a Italia, Clairmont fue nuevamente rechazada por Byron. Éste ordenó que Allegra fuese llevada a su casa en Venecia y aceptó criar a la niña con la condición de que Clairmont se mantuviese alejada de él. Claire aceptó con reticencia el pedido. 

## Percy Bysshe Shelley

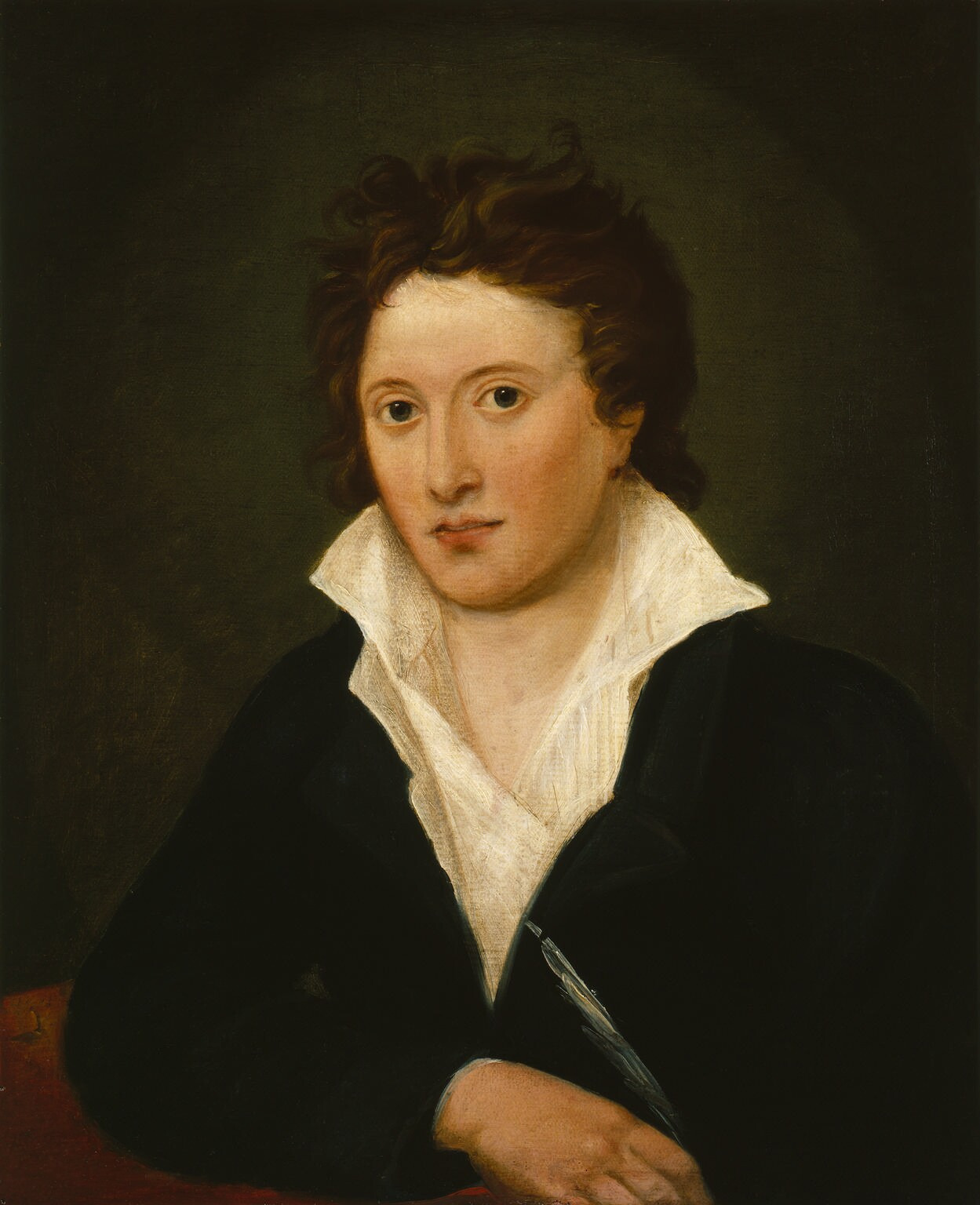
Percy Bysshe Shelley.

Se supone que Clairmont mantuvo relaciones sexuales con Percy Bysshe Shelley durante distintos períodos, aunque los biógrafos de Clairmont, Gittings y Manton, no encontraron evidencias fiables. Su amigo Thomas Jefferson Hogg bromeaba acerca de «Shelley y sus dos esposas», Mary y Claire, una observación que Clairmont escribió en su propio diario. Clairmont también estaba completamente de acuerdo, incluso más que Mary, con las teorías de Shelley acerca del amor libre, la vida en común, y del derecho de la mujer de elegir a sus propios amantes y comenzar su vida sexual antes del matrimonio. Parecía concebir el amor como un «triángulo» y disfrutaba siendo la tercera en el mismo. También tenía una amistad íntima con Shelley, quien la llamaba «mi dulce niña» y fue la inspiración de muchas de sus obras. Los primeros diarios de Mary Shelley hacían ver muchas veces que Clairmont y Shelley compartían opiniones sobre el terror gótico, y que les permitía tomar vuelo, conmoviendo al uno con el otro generando histeria y pesadillas. En octubre de 1814, Shelley deliberadamente asustó a Clairmont simulando un problema facial siniestro y terrorífico. «Qué mal te ves... ¡Quítate los ojos!» dijo Claire. Debió guardar reposo para reponerse de la impresión. Percy Bysshe Shelley le describió su reacción a Mary Shelley como «distorsionada por una expresión de consternación terrible». En el otoño de 1814 Clairmont y Shelley también discutieron sobre la idea de crear «una asociación de filósofos» y sobre la concepción de Clairmont de una comunidad idealizada en la cual las mujeres tendrían el poder.
Se cree que el poema de Shelley «A Constantia, Cantando» está inspirado en ella. Mary Shelley revisó el poema, alterando completamente las primeras dos estrofas, cuando lo incluyó en una colección póstuma de las obras de Shelley publicada en 1824. El poema de Shelley «Epipsychidion», según algunos historiadores, también fue dedicado a Clairmont: 

Cometa hermoso y violento
Quien dibujó el corazón de este frágil universo
Con luz propia; incluso, hundido en aquella convulsión
Alternando atracción y repulsión.

En la época en que Percy Shelley escribió el poema, en Pisa, Clairmont vivía en Florencia, y las líneas revelarían cuánto la extrañaba.

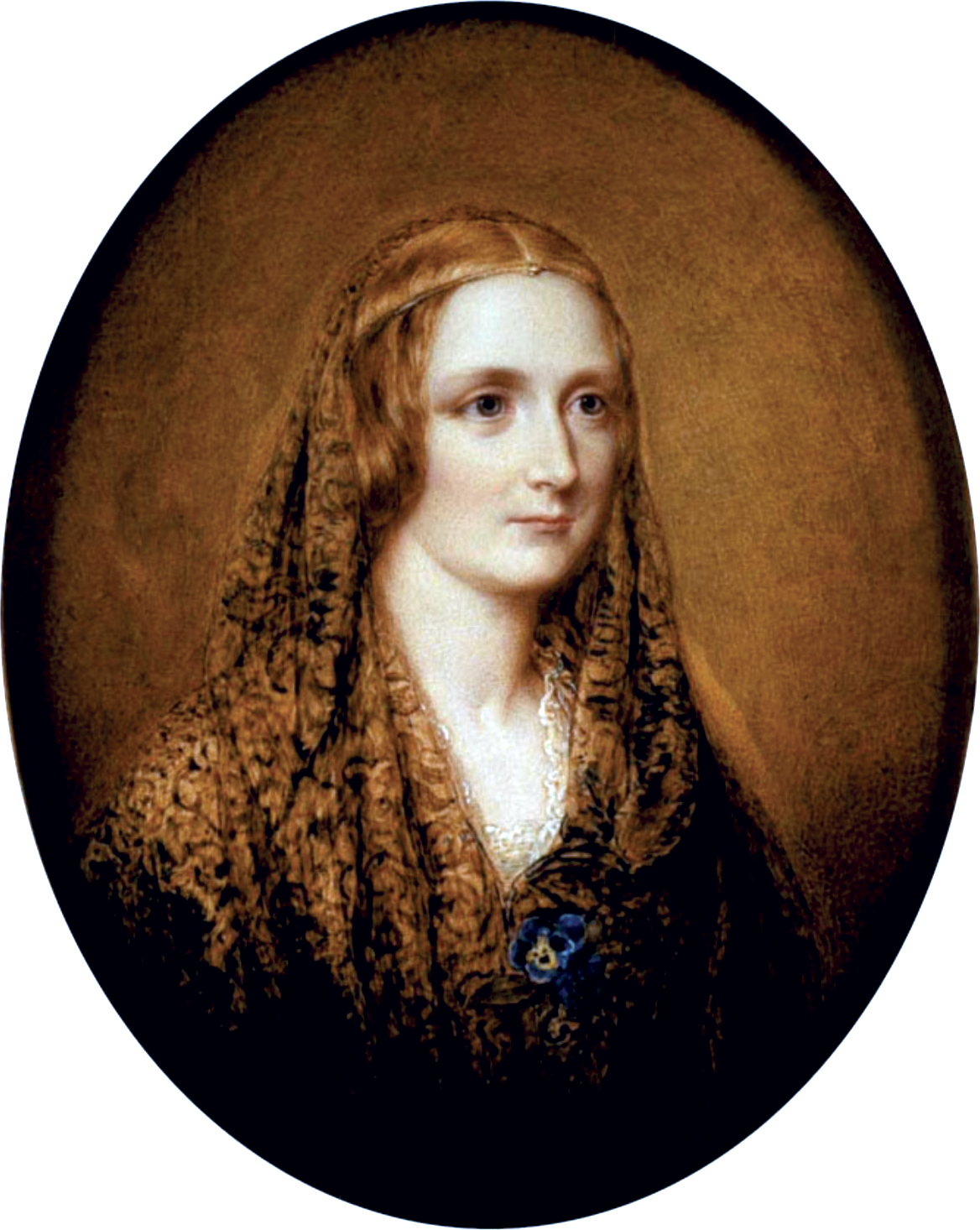
Mary Shelley en 1820.

 Ocasionalmente se ha sugerido que Clairmont fuese la madre de una hija reconocida por Percy Shelley. La posibilidad se basa en la acusación de los sirvientes de Shelley, Elise y Paolo Foggi, la cual decía que Clairmont había dado a luz al hijo de Percy Shelley durante su estadía en Nápoles, el 27 de febrero de 1819, Percy Shelley registró a una niña llamada Elena Adelaide Shelley como nacida el 27 de diciembre de 1818. El registro la clasificó como la hija de Percy Shelley y «Maria» o «Marina Padurin» (posiblemente una pronunciación en italiano de «Mary Godwin»), y fue bautizada el mismo día que el hijo de Percy Shelley y Mary Godwin. Es, sin embargo, casi imposible que Mary Shelley hubiese sido la madre, y esto ha dado pie a varias teorías, incluyendo que la niña era hija de Clairmont. Claire misma ascendió el Monte Vesubio, llevando un objeto pesado, el 16 de diciembre de 1819, solo nueve días antes de la fecha dada por el nacimiento de Elena. Puede ser significativo, sin embargo, que ella cayó enferma aproximadamente al mismo tiempo (según el diario de Mary Shelley estaba enferma el 27 de diciembre) y que su diario desde junio de 1818 hasta principios de marzo de 1819 se encuentra perdido. En una carta a Isabella Hoppner del 10 de agosto de 1821, Mary Shelley, sin embargo, declaró con énfasis que «Claire no tenía hijos». También insistió:

Estoy muy convencida de que Shelley jamás tuvo un acercamiento impropio con Claire. Vivimos en pequeñas casas en donde yo podría entrar de sorpresa en todas las habitaciones, y semejante suceso no podría haber pasado desapercibido. Recuerdo que Claire se mantuvo en reposo durante dos días, pero yo la atendí, vi al médico, y su enfermedad fue algo a lo que se ha acostumbrado por los años; y las mismas razones son empleadas durante nuestra estadía en Inglaterra.

Elena fue criada por padres sustitutos y más tarde falleció, el 10 de junio de 1820. Byron creyó los rumores sobre Elena y los utilizó para tener una razón más para no permitir que Clairmont influyese en Allegra.

## Fallecimiento de Allegra
Clairmont solo pudo hacer visitas cortas a su hija luego de encomendarla a Byron. Cuando Byron ordenó llevarla a un convento en Bagnacavallo, Italia, Clairmont se sintió indignada. En 1821, le escribió una carta a Byron acusándolo de haber roto su promesa de que su hija jamás se separaría de sus dos padres. Pensaba que las condiciones físicas en los conventos eran poco saludables y que la educación era pobre y la responsable de «el estado de ignorancia de las mujeres italianas, todas alumnas de conventos. Son malas esposas y madres desnaturalizadas, licenciosas e ignorantes. Son el deshonor y la infelicidad de la sociedad... Este paso que has dado te llenará de enemigos y de culpa». En marzo de 1822 habían pasado dos años desde la última vez que había visto a su hija. Planeó secuestrar a Allegra del convento y le pidió a Shelley que escribiese una carta de permiso firmada como Byron. Shelley se negó a cumplir con sus deseos. El pésimo cuidado de Byron hacia la niña se vio demostrado cuando Allegra falleció a los cinco años de una fiebre que algunos eruditos reconocieron como tifus, mientras que otros especularon que había sido malaria. Clairmont reconoció a Byron como el completo responsable por la pérdida de su hija y lo odió durante el resto de su vida. La muerte de Percy Shelley sucedió solo dos meses después. 

## Últimos años
Poco después de que Clairmont hubiese presentado a Shelley y a Byron, conoció a Edward John Trelawny, quien desempeñaría un papel principal en el resto de la vida de ambos poetas. Luego del fallecimiento de Shelley, Trelawny le envió cartas de amor a Claire a Florencia pidiéndole que se casase con él, pero ella no estaba interesada. Pese a esto, se mantuvo en contacto con él durante el resto de su vida. Clairmont le escribió a Mary Shelley: «a Trelawny le gustaría vivir una vida animada e inquieta, y a mí una vida tranquila; él está repleto de sentimientos impulsivos y no tiene principios, y yo también tengo esos sentimientos impulsivos, pero nunca he tenido un sentimiento verdadero en toda mi vida».
Devastada tras la muerte de Shelley, Mary regresó a Inglaterra. Le pagó a Clairmont el viaje para que visitase a su hermano en Viena, en donde permaneció durante un año, antes de viajar a Rusia, en donde trabajó como institutriz desde 1825 hasta 1828. Sus jefes la trataban casi como a un miembro de la familia. Pese a esto, lo que Clairmont deseaba por encima de todas las cosas era privacidad, paz y silencio, por lo que sus cartas a Shelley estaban sembradas de quejas. 
Dos hombres rusos que conoció allí reforzaron su desdén hacia el sexo masculino; irritada por su facilidad para enamorarse, estaba segura de que cedería si ellos flirteasen con ella, por lo que bromeó en una carta a Mary Shelley que tal vez se enamoraría de ambos al mismo tiempo para probarles que estaban equivocados. Regresó a Inglaterra en 1828, pero permaneció allí durante un tiempo corto hasta mudarse a Dresde, en donde obtuvo empleo como dama de compañía y ama de llaves. El historiador Bradford A. Booth sugirió en 1938 que Clairmont, conducida por su necesidad de dinero, podría haber sido la verdadera autora de la mayor parte de «The Pole», una historia corta de 1830 que fue impresa en la revista The Court Assembly and Belle Assemblée acreditada por «La autora de Frankenstein». A diferencia de Mary Shelley, Clairmont estaba familiarizada con el idioma polaco utilizado en la historia. En un punto, pensó en escribir un libro acerca de los peligros que pueden resultar de las «opiniones equivocadas» sobre las relaciones entre los hombres y las mujeres, utilizando ejemplos de las vidas de Shelley y Byron. No hizo intentos en el mundo literario, como le explicó a su amiga Jane Williams:

En nuestra familia, si no puedes escribir una novela o una obra, eres una criatura despreciable, sin un solo logro en la vida.

Clairmont regresó a Inglaterra en 1836 y trabajó como profesora de música. Se hizo cargo de su madre cuando ésta se encontraba en sus últimos días. En 1841, luego de la muerte de Mary Jane Godwin, Clairmont se mudó a Pisa, en donde vivió con Lady Margaret Mount Cashell, una antigua alumna de Mary Wollstonecraft. Vivió en París por un tiempo en la década de 1840. Percy Bysshe Shelley le había dejado doce mil libras en su testamento, las cuales finalmente recibió en 1844. Intercambió correspondencia en ocasiones agria con su hermanastra Mary Shelley hasta su muerte en 1851. Se convirtió al Catolicismo, a pesar de haber odiado esa religión antes en su vida. Se mudó a Florencia en 1870 y vivió allí en una colonia de expatriados con su sobrina, Paulina. Clairmont también se encargó de mantener viva la memoria de Percy Bysshe Shelley. The Aspern Papers de Henry James, está basado en los intentos del autor de obtener crédito en sus obras. Clairmont murió en Florencia el 19 de marzo de 1879, a los ochenta años de edad. De todos los miembros del Círculo de Shelley, Clairmont fue una de las que más vivió, solo superada por Trelawny y Jane Williams.